# ماناسکنت
ماناسکنت (به لاتین: Manaskent) یک منطقهٔ مسکونی در روسیه است که در شهرستان قره‌بودوخ‌کنتسکی واقع شده‌است.